# 那不勒斯 (緬因州)
那不勒斯（英語：Naples）是一個位於美國緬因州坎伯蘭縣的市鎮。

## 人口
根據2020年美國人口普查的數據，那不勒斯的面積為96.48平方千米，當中陸地面積為82.41平方千米，而水域面積為14.06平方千米。當地共有人口3925人，而人口密度為每平方千米41人。